# Renault 9 / 11
De Renault 9 (sedan) en Renault 11 (hatchback) zijn twee compacte middenklassers van het Franse automerk Renault. Zoals wel meerdere Europese fabrikanten deden, gaf Renault de hatchback en de sedan aparte namen. De Renault 9 werd in 1981 geïntroduceerd, de 11 twee jaar daarna. Met de Renault 9 boorde het Franse merk een nieuwe segment aan, terwijl de 11 op de markt gebracht werd als opvolger van de Renault 14. Beide modellen waren ontworpen door de Fransman Robert Opron, bekend van onder andere de Citroën CX en SM en de Renault 25. Opvallend is dat zowel de Renault 9 als de 11 in de Verenigde Staten zijn verkocht, via het Amerikaanse AMC. De 9 werd 'Auto van het jaar 1982'.

## Ontwikkeling
Eind jaren zeventig begon Renault met de ontwikkeling van de opvolger van de Renault 14. Omdat dat model geen bijster groot succes was, besloot Renault om z'n opvolger een karakteristieker uiterlijk mee te geven en dat model in meerdere carrosserie varianten op de markt te brengen. De Renault 9 werd al geïntroduceerd terwijl de 14 nog geproduceerd werd, eenvoudigweg omdat dat model niet als vierdeurs sedan verkocht werd. Toen de 14 in 1983 eenmaal uit productie werd genomen, kwam de 11 op de markt. Naast de vijfdeurs kwam Renault ook met een driedeurs variant van de 11, zoals de concurrentie die ook aanbood.

### Afmetingen
De 1.2 en 1.4 versies verschilde maar op enkele punten.
| Model  | lengte  | breedte | hoogte  | wielbasis | gewicht |
| ------ | ------- | ------- | ------- | --------- | ------- |
| 11 1.2 | 3,985 m | 1,660 m | 1,410 m | 2,483 m   | 843 kg  |
| 11 1.4 | 3,985 m | 1,660 m | 1,410 m | 2,483 m   | 870 kg  |

## Kenmerken
De 'phase 1' van de Renault 9 is te herkennen aan de rechthoekige koplampen, terwijl de 11 dubbele, vierkante koplampen heeft. Aan de achterkant herken je de phase 1 van de 9 aan de eveneens rechthoekige achterlichten met oranje knipperlichten. De 11 is te herkennen aan de direct onder de achterklep gemonteerde uitsparing voor het kenteken. Samen met de verlichting naast de kenteken vormt dat een geheel.
Het interieur van de 9 is vrij simpel van opzet, zoals dat toentertijd de norm was. Strakke, rechte lijnen en een tweespaaks stuur. Met de introductie van de 11 werd de 9 licht gefacelift, resulterend in dubbele koplampen en het nieuwe dashboard uit de Renault 11, dat iets ronder van vorm was. Opvallend was dat de Renault 11 met een digitaal dashboard verkrijgbaar was. Dit was overigens alleen op de Electronic uitvoering.

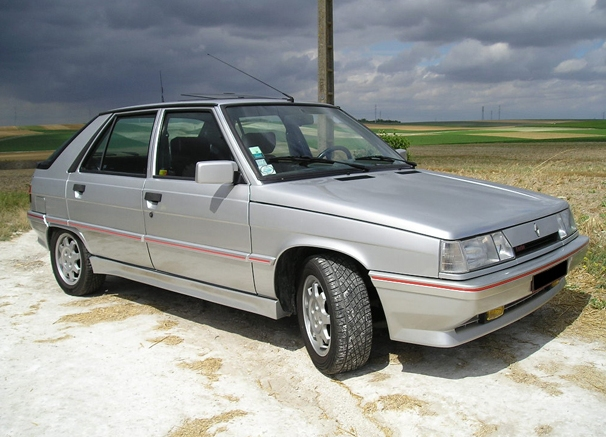
R11 Phase 2.

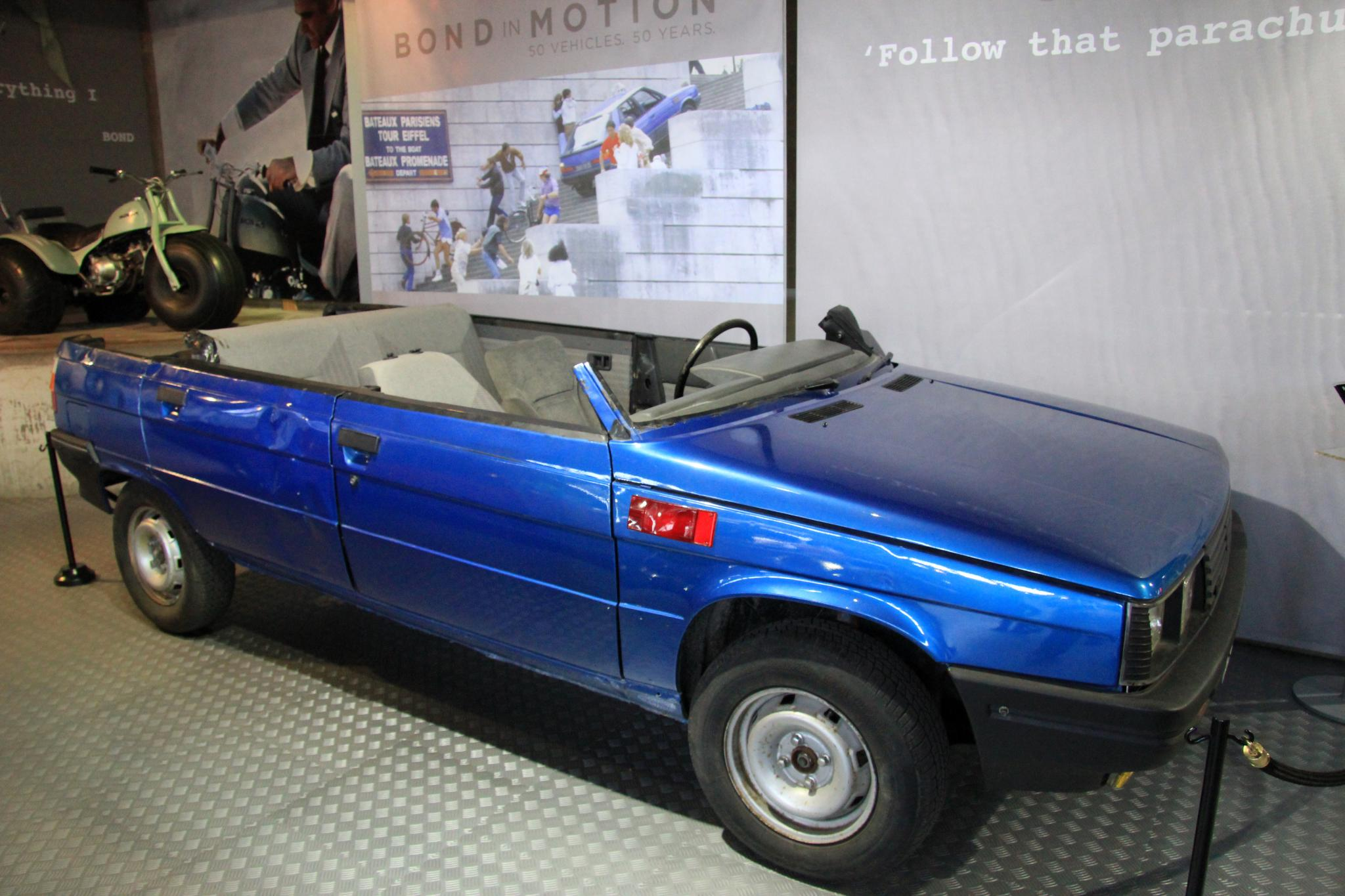
R11 Taxi

### Facelift
In 1987 ontvingen beide modellen opnieuw een facelift. De voorkant werd versimpeld door het gebruik van rechthoekige koplampen met naast de grille een kleine knik. Bij de 11 werd de uitsparing voor het kenteken naar de bumper verplaatst, waardoor de rode verlichtingsbalk de volledige breedte van de auto besloeg.
In 1988 werden zowel de Renault 9 als de 11 vervangen door de Renault 19, waarbij de sedan de toevoeging Chamade kreeg.

## In films
De Renault 9/11 speelt een rol in onder meer:
- A View to a Kill (1985)

In productie:
5 E-Tech · 
Arkana · 
Austral · 
Captur · 
Clio · 
Espace · 
Kadjar · 
Kangoo · 
Koleos · 
Master · 
Mégane · 
Mégane E-Tech · 
Rafale · 
Scenic E-Tech · 
Symbioz · 
Symbol · 
Trafic · 
Twingo · 
Twingo Electric · 
Zoe

Uit productie:
3 · 
4 · 
5 · 
6 · 
7 · 
8 · 
9 · 
10 · 
11 · 
12 · 
14 · 
15 · 
16 · 
17 · 
18 · 
19 · 
20 · 
21 · 
25 · 
30 · 
2CV · 
4CV · 
Avantime · 
Caravelle · 
Dauphine · 
Domaine · 
Estafette ·
Express · 
Floride · 
Fluence ·
Frégate · 
Fuego · 
Juvaquatre ·
Laguna · 
Latitude · 
Modus · 
Nervastella · 
Novaquatre · 
Ondine · 
Prairie · 
Primaquatre · 
Rodeo · 
Safrane · 
Savanne · 
Scénic · 
Spider · 
Talisman · 
Thalia · 
Twizy · 
Vel Satis · 
Vivasport · 
Vivastella · 
Wind